# Ora Funky Cat
La Ora Funky Cat (venduta in Cina con il nome cinese 好猫, trascritto in Hǎomāo e tradotto in inglese in Good Cat) è una autovettura elettrica a 5 porte prodotta dal 2020 dalla casa automobilistica cinese Ora, facente parte del gruppo Great Wall Motors.

## Storia

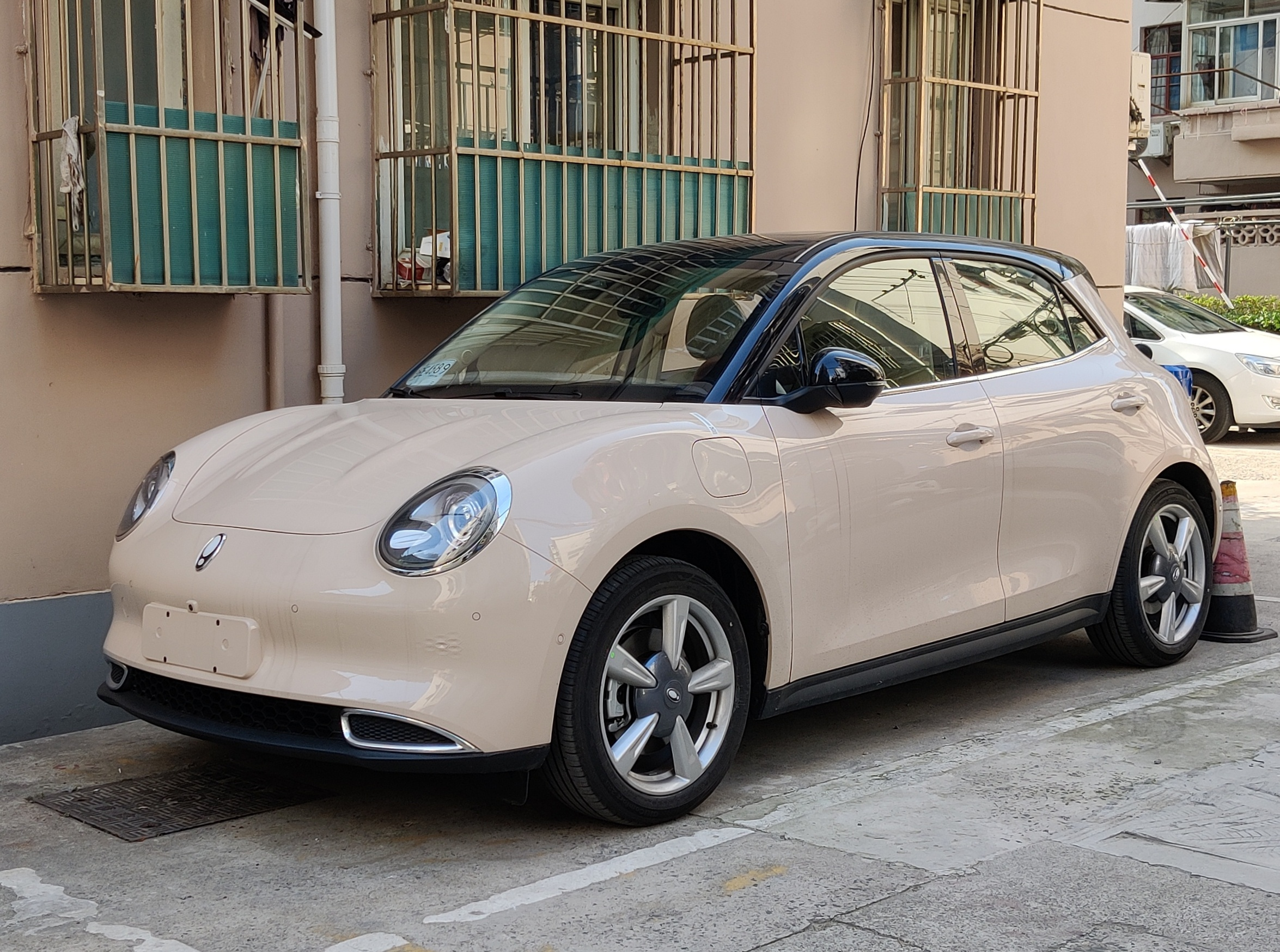
Il modello “base”

Presentata nel luglio 2020 al Chengdu Auto Show come Ora ES11, la vettura entra in produzione nel novembre 2020 e venendo venduta sul mercato interno come Ora Haomao. Si tratta del primo modello della casa cinese progettato per essere venduto anche sul mercato europeo. È stata disegnata da Emanuel Derta, direttore del centro stile Great Wall. 
La commercializzazione in altri mercati del sud-est asiatico ha avuto inizio nell'autunno 2021.
Nel settembre 2021 è stata presentato alla IAA di Monaco ribattezzata Ora Cat e contestualmente viene annunciata l'inizio della commercializzazione nel vecchio continente.
Nell'agosto 2022 è stato poi annunciato che l'introduzione era stata rinviata al quarto trimestre del 2022, e nell'ottobre 2022 viene esposta al Salone di Parigi con il nome di Funky Cat con lancio europeo rinviato a gennaio 2023.
Sono due i modelli previsti: la base e la GT con dettagli estetici più sportivi.

## Meccanica
Basata su un telaio a trazione anteriore denominato Lemon, la vettura è lunga 4,235 metri, larga 1,82 metri e alta 1,59 metri con un passo di 2,65 m. Il peso è di 1510 kg. Il bagagliaio ha una capacità di 228 litri che salgono a 858 litri con i sedili posteriori reclinati.
Il motore elettrico sincrono a magneti permanenti eroga 171 CV (126 kW) e 250 Nm di coppia motrice ed è abbinato a un accumulatore litio-ferro-fosfato da 47,8 kWh, che le permette di percorrere 320 km (omologazione ciclo WLTP). L’accelerazione nello 0-100 km/h avviene in 8,3 secondi, mentre la velocità massima è autolimitata a 160 km/h.
In Cina è disponibile anche la variante GT, caratterizzata da paraurti specifici e una lunghezza di 4,254 metri. Tale versione monta lo stesso motore elettrico ma una batteria agli ioni di litio ternario (NMC) da 63,13 kWh, che ha una autonomia pari a 400 km. Il peso omologato è di 1580 kg.
Testata ai crash test EuroNCAP ha totalizzato un punteggio di cinque stelle, con 92% nella protezione degli adulti, 83% per i bambini, 74% nell'investimento di pedoni, e 93% per i dispositivi di assistenza alla guida.